# Grachev (cràter)

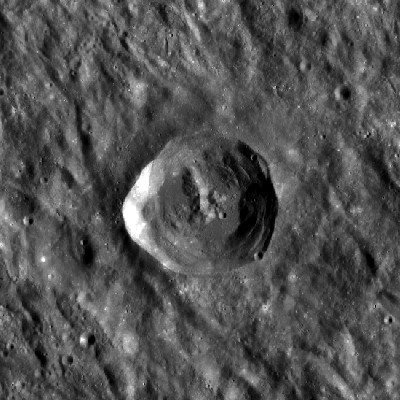
Fotografia de la missió Lunar Reconnaissance Orbiter

Grachev és un cràter d'impacte situat en la cara oculta de la Lluna, al nord-oest de la conca d'impacte de la Mare Orientale, en la falda exterior formada pel material expulsat que envolta l'anell dels Muntis Serralada. Travessant el bord sud-oest de Grachev apareix la Catena Michelson, una formació en forma de vall constituïda per una cadena lineal de petits cràters, amb orientació radial respecte a la conca del Mare Orientale. Al nord es troba el cràter Leuschner.
Grachev presenta la vora exterior lleugerament erosionada només en el seu costat nord, on mostra una petita protuberància cap a l'exterior. El fons del cràter manca relativament de trets distintius, amb una petita elevació prop del punt central.